# Јеран
Јеран (алб. Jeran) је насељено место у општини Велика Малесија у округу Скадар, Албанија. Према попису из 1989. године било је 704 становника.
Јеран су једно од насеља малисорског племена Кастрати. Српски етнолог Андрија Јовићевић, 1923. године наводи да Јеран има 30 кућа.